# سیارک ۲۲۲۶
سیارک ۲۲۲۶ (به انگلیسی: 2226 Cunitza، نامگذاری:1936QC1) دو هزار و دویست و بیست و ششمین سیارک کشف شده‌است که در ۲۶ اوت ۱۹۳۶ و در هایدلبرگ کشف شد.
قدر مطلق سیارک برابر ۱۱٫۶۰ است.